# 北丸雄二
北丸 雄二（きたまる ゆうじ、1955年5月21日 - ）は、日本のジャーナリスト、翻訳家、作家。

## 来歴
北海道出身。北海道札幌南高等学校卒業。
毎日新聞社から東京新聞（中日新聞 東京本社）で社会部畑を歩んだ後、1993年から1996年まで同紙ニューヨーク支局長。その後退社して独立しフリーランスに。
約25年ニューヨークに居住したまま、現地からアメリカの政治、社会、文化情報を日本に向けて発信。2018年に日本に帰国し、以降東京を拠点としてTBSラジオ「荒川強啓 デイ・キャッチ!」やTOKYOFM、J-WAVE、文化放送、YouTube番組「デモクラシータイムス」などで、主に米国政治や社会事情についてニュース解説を行う。トランプ政権および所謂「トランピズム」への先鋭的批判論者でもある。
2019年より東京新聞の金曜日朝刊にて「本音のコラム」を連載中。2021年8月刊行の『愛と差別と友情とLGBTQ+ 言葉で戦うアメリカの記録と内在する私たちの正体』（人々舎）で「紀伊國屋じんぶん大賞2022」2位。

## 人物
- 1996年に東京新聞を退社する際に受けた『AERA』のインタビューで、ゲイであることを公表した[5]。性的少数者（LGBTなど）の人権問題に関する発言、著述も積極的に行う[6][7]他、映画評や劇評でも独自の視点・分析で評価を得ている。
- 翻訳は1990年刊行のゲイ・アスリートが主人公の小説『フロント・ランナー』（パトリシア・ネル・ウォーレン著）でスタート、米ボストン大学の日本文学教授らの日本文学評論や講演の日本語訳を担っている他、ブロードウェイのミュージカル『ヘドウィグ・アンド・アングリーインチ』、戯曲『ノーマル・ハート』など、主にLGBTを主題とした日本上演作品の翻訳を多く手掛ける。2022年6月には映画にもなった英国演劇『アナザー・カントリー』の翻訳が日本で初公演。

## 著書

### 単著
- 『愛と差別と友情とLGBTQ+: 言葉で闘うアメリカの記録と内在する私たちの正体』人々舎、2021年8月20日。ISBN 978-4910553009。

### 共著
- 青木理『時代の異端者たち』河出書房新社、2021年2月28日。ISBN 978-4309249964。

## 翻訳

### 訳書
- 『フロント・ランナー』（パトリシア・ネル・ウォーレン（英語版）、第三書館） 1990
- 『スイミングプール・ライブラリー』（アラン・ホリングハースト、早川書房） 1994
- 『ハーランズ・レース』（パトリシア・ネル・ウォーレン、扶桑社） 1997
- 『カーター、パレスチナを語る：アパルトヘイトではなく平和を』（ジミー・カーター、中野真紀子共訳、晶文社） 2008
- 『LGBTヒストリーブック：絶対に諦めなかった人々の100年の闘い』（ジェローム・ポーレン、サウザンブックス） 2019
- 『ノーマル・ハート』（ラリー・クレイマー（英語版）、大都社） 2019
- 『ぼくらのサブウェイ・ベイビー』（ピーター・マキューリオ、サウザンブックス） 2022

### ミュージカル・戯曲上演台本
- 『ヘドウィグ&アングリー・インチ』（山本耕史主演） 2009 -
- 『アルターボーイズ』（東山義久主演） 2009 -
- 『ロック・オブ・エイジズ』（西川貴教主演） 2011
- 『マーダー・フォー・トゥー』（坂本昌行主演） 2016、2021
- 『ボーイズ・イン・ザ・バンド～真夜中のパーティー』（安田顕主演） 2020
- 『アナザー・カントリー』（和田優希, 鈴木大河主演） 2022

## 出演
- デモクラシータイムス（YouTube）
- ポリタスTV（YouTube）